# Esclarmonda de Foix
|  | Per a altres significats, vegeu «Esclarmonda de Foix i de Cardona». |

Esclarmonda de Foix (després de 1151 - 1215) fou una destacada membre de l'església càtara, coneguda com a Esclarmonda la Gran. Filla de Roger Bernat I de Foix i de Cecília Trencavel, es casà amb Jordà de l'Illa-Jordà, senyor de l'Illa Jordà quan tenia 21 anys. Tingueren entre altres fills a Bernat, hereu de la senyoria, Guillemeta, Otó de Terrida, Bertran, baró de Launac i a Oliva, casada amb Pelfort de Rabastens. Quedà vídua l'any 1200 i aleshores, ingressà a l'església càtara: rebé el consolament de mans del bisbe Gilabert de Castres l'any 1204 a Fanjaus, juntament amb tres altres grans dames (Auda de Fanjaus, Fais de Durfort, Ramona de Sant German) i en presència del seu germà, el comte Ramon Roger I de Foix. Visqué a Pàmies, des d'on possiblement reconstruí el castell de Montsegur. Participà en el col·loqui de Montreal de 1207, últim gran debat entre càtars i l'església catòlica, representada en aquest cas per Domènec de Guzman. Esclarmonda i la seva cunyada Felipa dirigien juntes una Casa per a les Perfetes a Dun, una mena d'escola per a educar les noies i alhora com una casa de jubilats.

## Esclarmonda contemporàniament

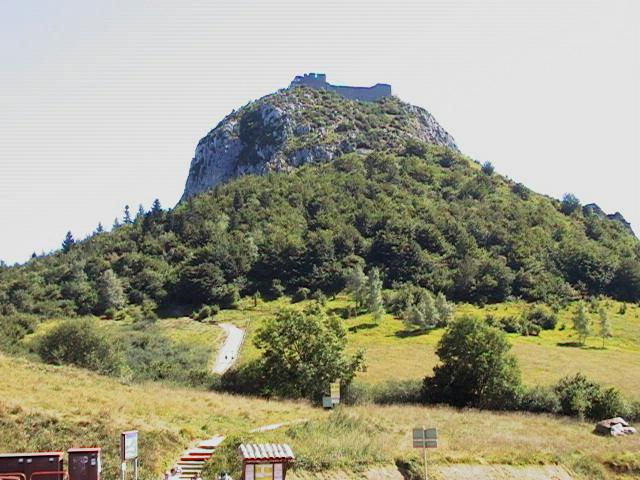
El castell de Montsegur

El compositor Jules Massenet escrigué al voltant de 1887 una òpera de quatre actes, Esclarmonde, que es considera una de les grans peces de la música francesa, tot i que la trama és ben diferent de la vida d'Esclarmonda. La Universitat de Winnipeg atorga una borsa de viatge que porta el seu nom per als estudiants que volen anar-se'n a França.

## En el folklore
En qualque rondalla popular es deia que Esclarmonda va prendre la forma d'un colom per tal de portar el Sant Grial lluny dels que havien perseguit els càtars. D'acord amb el medievalista alemany Otto Rahn, hi havia pastors de Montsegur que afirmaven que "un colom blanc es va escapar i va volar sobre la cresta emmurallada" del cim, que pensaven que aquest colom era Esclarmonda de Foix. Aquest folklore literari -el qual solament és documentat per  Rahn- s'ha utilitzat com a base moderna per venerar Esclarmonda de Foix com una santa en diverses branques de l'església gnòstica.